# Fernandinho em Casa
Fernandinho em Casa é um álbum ao vivo do cantor brasileiro Fernandinho, lançado em 14 de dezembro de 2018 pela gravadora Onimusic. O disco traz regravações de músicas do cantor, oriundas de álbuns como Abundante Chuva (2006), Sede de Justiça (2007) e Uma Nova História (2009) com as participações de Gabriel Guedes, Gabriela Rocha, André Aquino, Israel Salazar, Luma Elpídio, Gabriela Gomes, Lito Atalaia e Igreja Mananciais.

## Lançamento e recepção
| Críticas profissionais | Críticas profissionais |
| Avaliações da crítica  | Avaliações da crítica  |
| Fonte                  | Avaliação              |
| ---------------------- | ---------------------- |
| Super Gospel           | [ 3 ]                  |

Fernandinho em Casa foi lançado nas plataformas digitais em dezembro de 2018 e não recebeu versão em formato físico. O disco recebeu avaliações da mídia especializada. Com cotação de duas estrelas e meio de cinco, o Super Gospel afirmou que "embora na maior parte do tempo, ávido pela modernidade, Fernandinho parece esbarrar nos formatos de sua música, há performances bem sustentadas, o que torna Fernandinho em Casa uma memória de seus anos mais românticos".

## Faixas
1. "Mais Alto"
2. "Me Leva"
3. "Geração de Samuel / Eu Me Levanto"
4. "Chorem"
5. "Eu Vou Subir a Montanha"
6. "Totalmente Teu"
7. "Vento Impetuoso / Eu Navegarei"
8. "Fogo Consumidor"
9. "Não Há Outro"
10. "Como eu Te Amo"